# Changbai Shan
Il Changbai Shan (in cinese 長白山地T, 长白山地S, Chángbái ShāndìP, Ch'ang-pai Shan-tiW; in coreano 장백산맥?, 長白山脈?, Jangbaek sanmaekLR, Changbaek sanmaekMR) è una catena montuosa situata nell'Estremo Oriente, che corre lungo il confine settentrionale tra Cina e Corea del Nord fino a giungere con l'estremità nord-orientale a breve distanza dal confine russo.

## Geografia

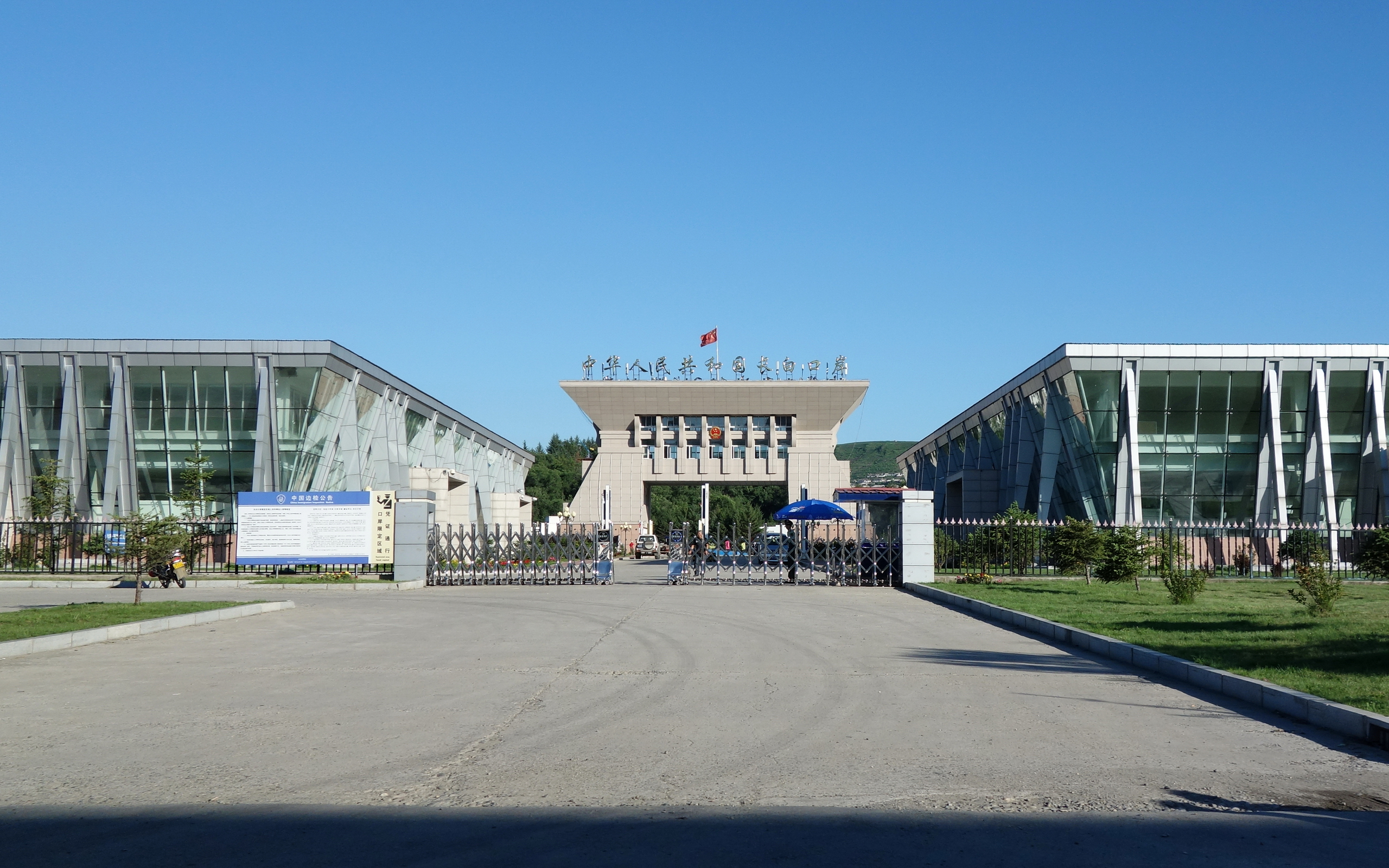
Confine tra la Cina e la Corea del Nord visto dalla Cina presso i monti Changbai

Il massiccio montuoso si estende in direzione NE-SO dalla provincia cinese di Jilin nella Manciuria nord-orientale fino al confine settentrionale della provincia di Liaoning. Il territorio nordcoreano è incluso nelle province di Ryanggang e Chagang e si collega, direttamente a sud, con i Monti Nangnim.
Molte vette superano i 2.000 metri di altitudine, e la più alta, il monte Paektu, raggiunge i 2.744 metri.
Il Changbai Shan ospita la riserva naturale cinese omonima, istituita nel 1960. Entrata a far parte, nel 1979, del programma dell'UNESCO, "Man and Biosphere" (l'uomo e la biosfera») e diventata una delle riserve mondiali della biosfera terrestre (UNESCO, 2008). Nel 1986 è diventata una riserva nazionale.
Il clima invernale è molto rigido: le minime assolute vengono raggiunte sui picchi più elevati in gennaio dove si toccano i -45 °C con massime di 17 °C a luglio. La piovosità è ridotta nella stagione invernale, ma aumenta sensibilmente d'estate. Le precipitazioni massime annuali sono di 1.150 mm, con 300 mm nel solo mese di giugno. Gli inverni secchi impediscono la formazione di ghiacciai a qualunque quota, ma il permafrost scende fino ai 1.800 m ed è continuo sulle cime più alte.
Gli aspri territori del massiccio del Changbai danno rifugio a molte specie rare come la tigre e il leopardo dell'Amur.